# ロマンスターズ
ロマンスターズは、2011年から2012年にかけて活動した ジオプロモーション所属のガールズユニット。ランク王国8代目MC鎌田紘子がプロデュースする「アイドル界のイチバンボシを目指す宇宙ジャック系ガールズユニット」であった。鎌田は作詞も行い、メンバーとしても活動した。ミスヤングチャンピオン2011の堀川美加子や、黒澤葉月、松岡里英がメンバーとして在籍。ファンのことをロマンティスタ（通称ティスタ）と呼んだ。

## メンバー
- 鎌田紘子
- 黒澤葉月
- 松岡里英
- 堀川美加子

## 略歴
- 2012年8月4日、TOKYO IDOL FESTIVAL 2012（お台場・青海特設会場）
- 2012年8月11日、ロマンスターズ主催ライブvol.2
- 2012年8月21日、ロマンスターズ1stワンマンライブ 宇宙はわたしたちのもの（渋谷O-WEST）
- 2012年10月4日、ロマンスターズ主催ライブvol.3
- 2012年10月14日、ロマンスターズ主催ライブvol.4 ロマスタLIVE通算100回記念
- 2012年11月30日、ロマンスターズ主催ライブVOL.5 ロマスタ解散ライブ

## 作品

### マキシシングル
- 『ICHIBANBOSHI』（2011年4月発売）
- 『キメキメキメ!』（2011年10月発売）
- 『スターライン』（2012年4月発売）
- 『ロマスタ4』（2012年9月発売）

### ミニアルバム
- 『宇宙は私たちのもの』（2012年7月発売） - ICHIBANBOSHI、シャイニングガール!、キメキメキメ!、テトラ、スターラインの5曲を収録。

## 出演

### テレビ
- エンタメ通信（2012年4月、テレビ東京）

### WEB
- ロマすたテイクあうと（2011年10月～2012年3月、あっ!とおどろく放送局）
- ロマすたテイクあうと2（2012年7月～終了時期不明、@TV）

### 雑誌
- 週刊プレイボーイ（2012年7月）
- おたぽけ（コラム連載、アキバジャーナル）